# Thal (Autriche)
Pour les articles homonymes, voir Thal.
Thal ou Thal bei Graz (« Thal-lès-Graz » en français) est un village autrichien près de Graz en Styrie. Ce village est célèbre pour être le lieu de naissance de l'acteur Arnold Schwarzenegger. Le 31 décembre 2005, il comptait 2 212 habitants.